# Joan Huydecoper van Maarsseveen (1625–1704)

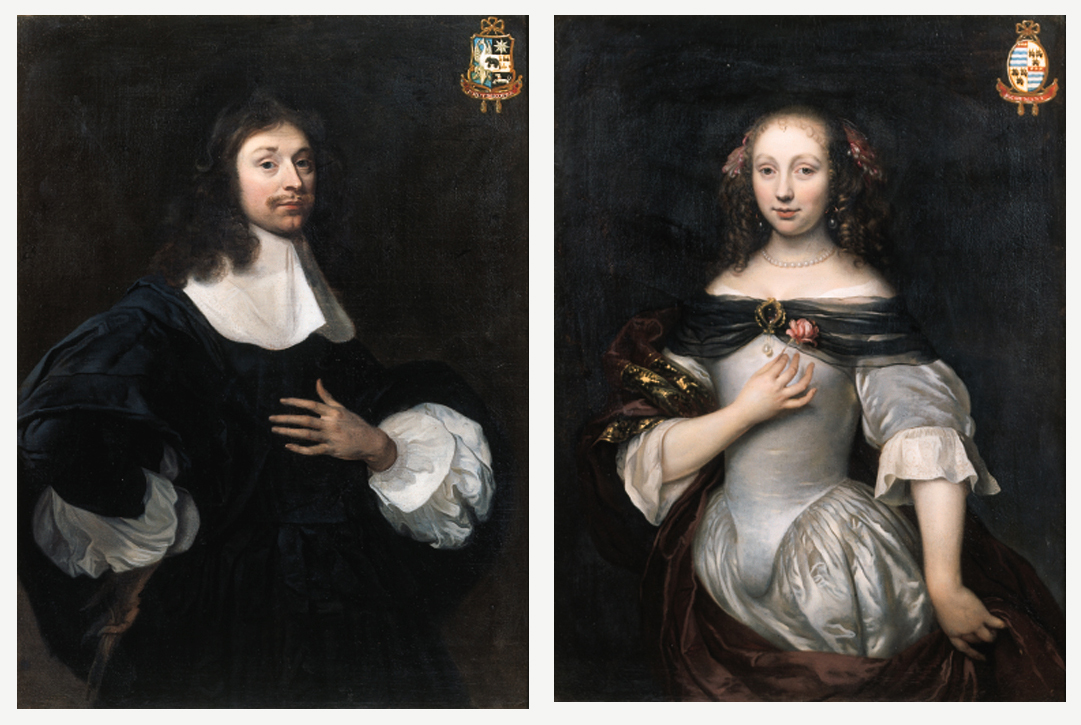
Porträt des Ehepaars Joan Huydecoper und Sophia Coymans

Joan Huydecoper van Maarsseveen II (* 21. Februar 1625 in Amsterdam; † 1. Dezember 1704 ebenda), Ritter, Heer von Maarsseveen, Neerdijk, Thamen und Blokland, entstammte dem Geschlecht der Huydecoper van Maarsseveen und war in der Zeit nach der Epoche des Goldenen Zeitalters ein bedeutender Regent und Bürgermeister Amsterdams. Aus der Vielzahl der weiteren von ihm ausgeführten Ämter sticht die Präsidentschaft über die Niederländische Ostindien-Kompanie, welche er im Jahre 1666 antrat, heraus.

## Leben und Werk

### Jüngere Jahre

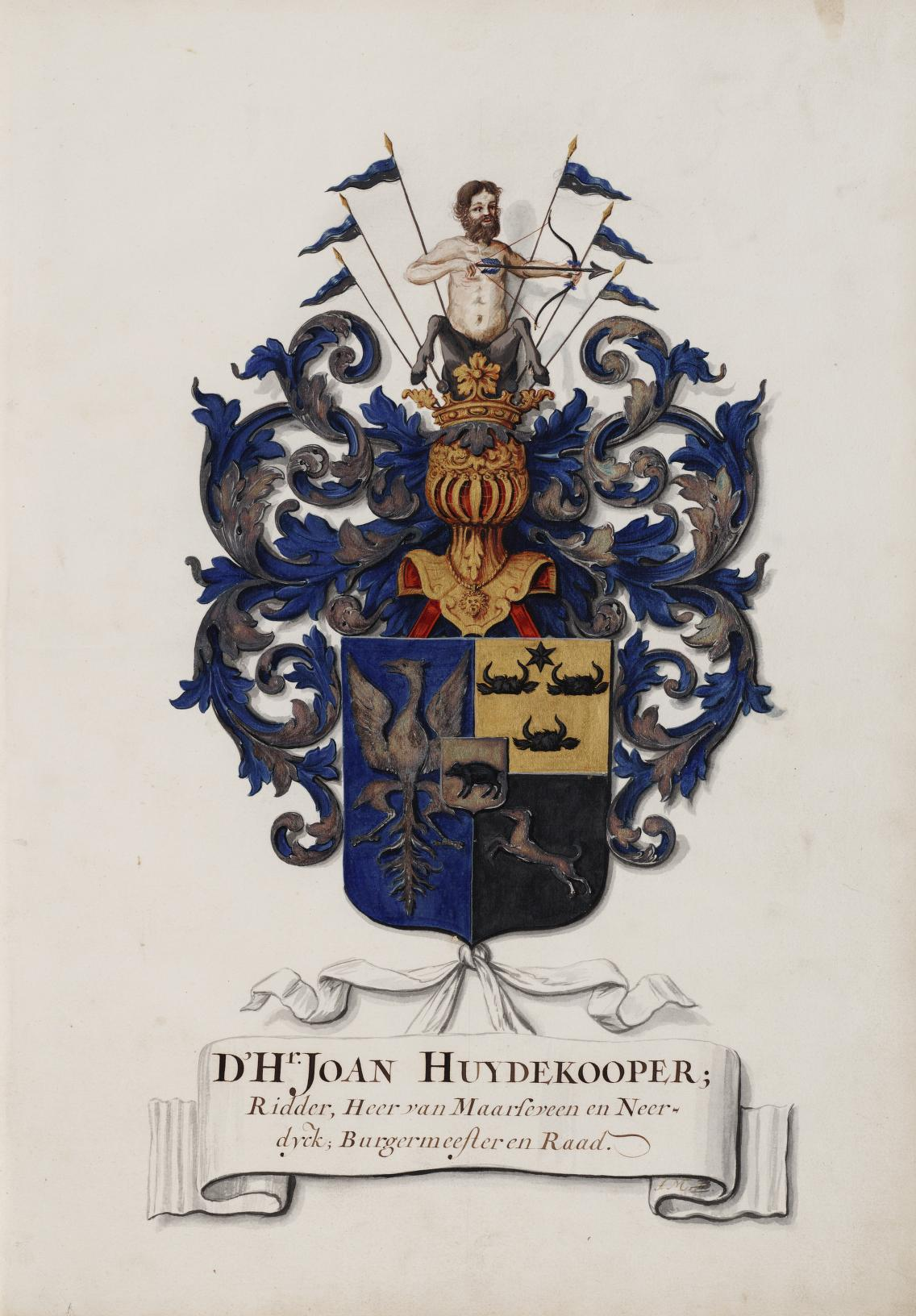
Das Wappen von Joan Huydecoper
durch Jan Moninckx

Joan Huydecoper wurde im Jahre 1625 als ältester Sohn des Amsterdamer Bürgermeisters Johan Huydecoper van Maarsseveen (1599–1661) geboren; seine Schulzeit verbrachte er in Weesp. Als er studierte, wohnte er bei dem Theologen Gisbert Voetius in Utrecht. Nachdem Huydecoper seine Studien an der Universität von Leiden 1646 beendet hatte, führte ihn eine Kavalierreise nach Frankreich, Deutschland und Italien. Weil er ein verschwenderisches Leben führte, musste er sich für einige Zeit in Genf aufhalten, bis sein Vater ihm mehr Geld nachschickte.
Schon in jüngeren Jahren wurde Huydecoper van Maarsseveen in die holländische Politik eingebunden, so im Jahre 1655, als er sich gemeinsam mit seinem Vater, seinem Großcousin Pieter de Graeff und Joan Corver auf eine diplomatische Mission nach Berlin begab. Grund dafür war ein von Holland mit dem Kurfürsten Friedrich Wilhelm von Brandenburg angestrebtes Bündnis gegen Schweden.
1656 verheiratete sich Joan Huydecoper mit seiner Nichte Sophia Coymans (1636–1714). Sie war die Tochter einer reichen Bankiersfamilie, in welcher Huydecoper vorübergehend als Handelskorrespondent tätig war. Seine jüngere Schwester Eleonora (1631–1663) war mit dem reichen Kunstsammler Jan J. Hinlopen verheiratet. Dadurch wurde er zum Schwager von Jacob Boreel, dem niederländischen Gesandten in Paris.
Das Ehepaar Huydecoper führte in weiterer Folge ein großes Haus, wo unter anderem Maria Henrietta Stuart und Amalie zu Solms-Braunfels, die Ehefrau des Großen Kurfürsten, zu Besuch waren. Das Ehepaar lebte nicht wie die meisten Bürgermeister und deren Familien an der Herengracht, sondern im Stadtviertel Jordaan. 
Huydecoper führte ein interessantes Tagebuch voller Details. Er hielt darin fest, wie viel er rauchte und trank und mit wem, wer eingeladen wurde und was er zu Geschenk bekam, oder mit wem er sich stritt. Für das Jahr 1679 ist darin festgehalten, dass er nie wieder am Sonntag bei seiner Schwiegermutter essen gehen wollte. Außerdem notierte er, wie oft er es gemeinsam mit seiner Frau tat.

### Bürgermeister von Amsterdam
Unterartikel: Regent von Amsterdam
Huydecopers große politische Karriere erfolgte aber erst nach dem sogenannten Rampjaar (1672), in welchem die Macht der Gebrüder Johan und Cornelis de Witt gebrochen wurde, und somit mit Wilhelm III. von Oranien-Nassau wieder ein Statthalter benannt werden konnte.
Da Huydecoper mit Gillis Valckenier – dem neuen starken Mann in Amsterdam – und anderen bedeutenden Entscheidungsträgern verschwägert war, konnte er im Jahr 1673 das erste Mal zum regierenden Bürgermeister gewählt werden. In dieser Zeit stand Huydecoper auch am französischen Hof in hoher Gunst. Er konnte sich viele Jahre an der Macht halten – trotz seiner Konflikte mit dem englischen König-Statthalter Wilhelm III. von Oranien-Nassau – und einer Verbreitung pornografischer Zeichnungen, welcher ihn in einen Prozess gegen den berühmten Grafiker Romeyn de Hooghe hineinzog.
Als er im Jahr 1693 gemeinsam mit Bürgermeister Jacob Jacobszn Hinlopen und Cornelis Bors van Waveren, dem Amsterdamer Pensionär, gegen den allmächtigen Johann Wilhelm Bentinck, 1. Earl of Portland auftrat, war seine Karriere beendet. Bentinck war des Königs vertrauter Staatsmann und stürzte die Amsterdamer Politiker, welche sich in politischen Differenzen zum König-Statthalter befanden.

#### Episode mit Zar Peter dem Großen
1697 besuchte Joan Huydecoper van Maarsseveen das Abschlussfest des Zaren Peter I. mit Nicolaas Witsen, dem Amsterdamer Freund des russischen Herrschers. Da Huydecoper vor dem betrunkenen Riesen – Peter der Große war weit über 2 m groß – Angst bekam, verließ er das Gelage. Er wurde aber an den Tisch zurückgebracht, und fürchtete um sein Leben, als er den weiteren Abend zwischen dem russischen Zar und dessen Vertrauten François Le Fort verbringen musste.

### Der Amsterdamer Hortus Botanicus
Joan Huydecoper bepflanzte den Garten seines Landhauses Goudestein mit Melonen und anderen exotischen Früchten. Im Jahr 1683 gründete er gemeinsam mit Jan Commelin im Auftrag des Magistrats den Botanischen Garten Hortus Medicus in Amsterdam. Huydecoper ließ sich aus den niederländischen Kolonien Mauritius, Batavia, Ceylon, Bengalen, Coromandel Peninsula und Suriname Pflanzen und Keime übersenden, um diese im Botanischen Garten anzusiedeln.
Des Öfteren besuchte er auch den bedeutenden Naturforscher Antoni van Leeuwenhoek, um mit ihm diverse Pflanzen oder Keimen unter dem Miskroskop betrachten zu können.